# Eleição presidencial no Oklahoma em 2008
A eleição presidencial de 2008 no estado norte-americano do Oklahoma ocorreu em 4 de novembro de 2008, assim como em todos os 50 estados e o Distrito de Colúmbia. Os eleitores escolheram quatro representantes, um senador além do presidente e vice-presidente.
No Arkansas, o candidato vitorioso foi o republicano John McCain que recebeu 31% de votos a mais que o segundo colocado no estado, Barack Obama, do Partido Democrata. McCain venceu em todos os condados.
McCain endossou praticamente todas as agências do estado, entre elas a Cook Political Report, a CNN, a Fox News, e a Associated Press.
A primeira pesquisa realizada no estado feita em julho, mostrava McCain com 56% contra 24% de Obama, a última mostrou McCain com 63% a 34% de Obama.